# Sina Schielke
Sina Schielke (née le 19 mai 1981 à Herdecke) est une athlète allemande spécialiste du sprint. 

## Carrière

### Palmarès
| Date | Compétition                   | Lieu      | Résultat | Épreuve   | Performance |
| ---- | ----------------------------- | --------- | -------- | --------- | ----------- |
| 1999 | Championnats d'Europe junior  | Riga      | 1re      | 100 m     | 11 s 39     |
| 1999 | Championnats d'Europe junior  | Riga      | 1re      | 200 m     | 23 s 08     |
| 2000 | Championnats du monde junior  | Santiago  | 2e       | 200 m     | 23 s 20     |
| 2000 | Championnats du monde junior  | Santiago  | 1re      | 4 × 100 m | 43 s 91     |
| 2001 | Championnats d'Europe espoirs | Amsterdam | 1re      | 100 m     | 11 s 52     |
| 2001 | Championnats d'Europe espoirs | Amsterdam | 2e       | 200 m     | 23 s 45     |
| 2002 | Championnats d'Europe         | Munich    | 2e       | 4 × 100 m | 42 s 54     |

### Records
| Épreuve    | Performance | Lieu     | Date         |
| ---------- | ----------- | -------- | ------------ |
| 100 mètres | 11 s 16     | Dortmund | 8 juin 2002  |
| 200 mètres | 22 s 78     | Mannheim | 16 juin 2001 |